# Park Hye-Jeong
Park Hye-Jeong (en coreano: 박혜정; 12 de marzo de 2003) es una deportista surcoreana que compite en halterofilia. Participó en los Juegos Olímpicos de París 2024, obteniendo una medalla de plata en la categoría de +81 kg.

## Palmarés internacional
| Juegos Olímpicos | Juegos Olímpicos | Juegos Olímpicos | Juegos Olímpicos |
| Año              | Lugar            | Medalla          | Categoría        |
| ---------------- | ---------------- | ---------------- | ---------------- |
| 2024             | París (Francia)  | Medalla de plata | +81 kg           |